# Westermoor
Westermoor – miejscowość i gmina w Niemczech, w kraju związkowym Szlezwik-Holsztyn, w powiecie Steinburg, wchodzi w skład Związku Gmin Breitenburg.

## Osoby urodzone w Westermoor
- Emil Maurice - bliski współpracownik Adolfa Hitlera